# Giannis Kotsiras

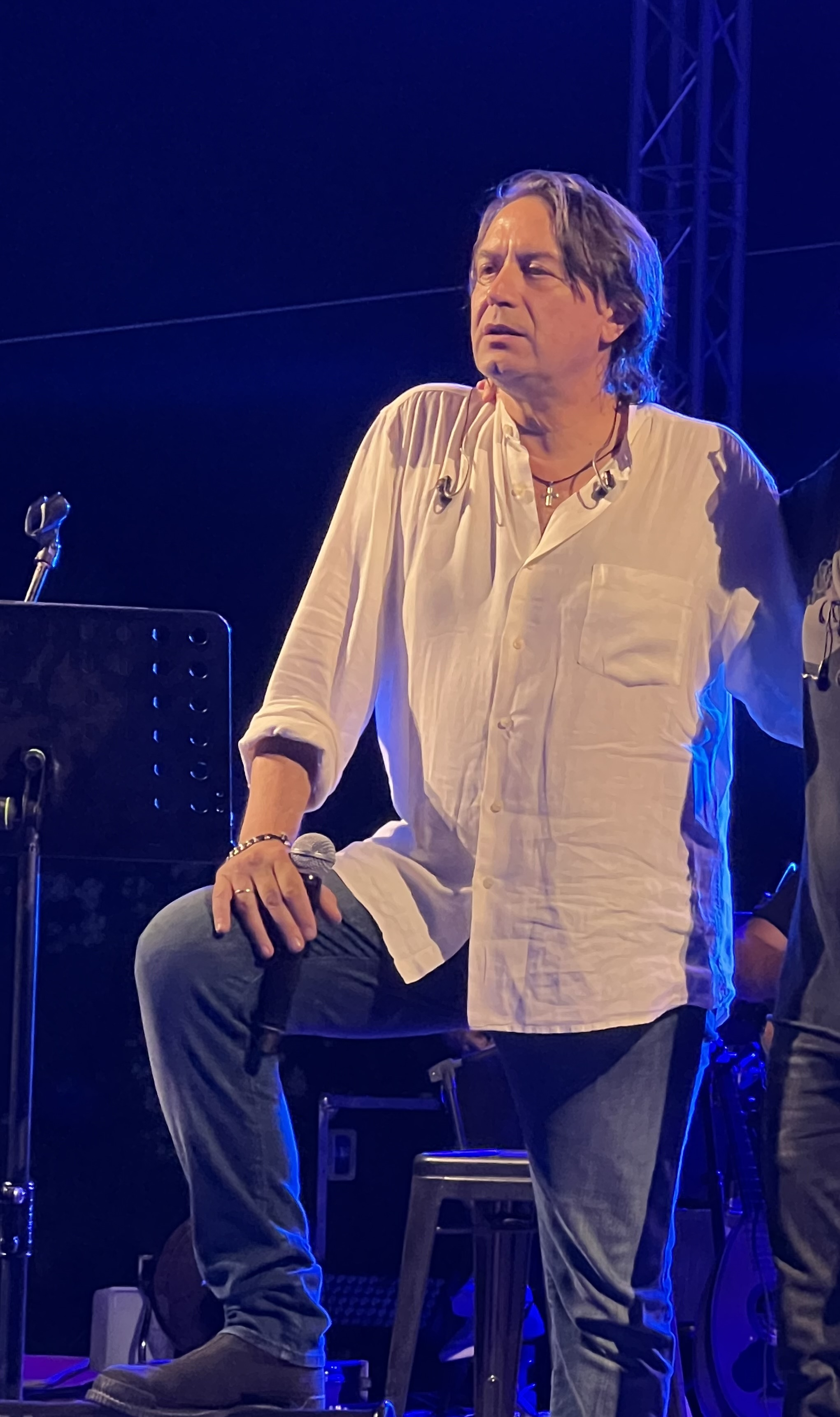
Giannis Kotsiras (2023)

Giannis Kotsiras (griechisch Γιάννης Κότσιρας, auch Yiannis oder Yannis Kotsiras; * 5. Oktober 1969 in Athen) ist ein griechischer Sänger, Komponist und Liedtexter.

## Leben und Karriere
Giannis Kotsiras wuchs in Athen auf und begann seine Karriere als Sänger 1990 auf bekannten, kleineren Livebühnen der Athener Plaka mit Liedern, die dem Rembetiko und der Laïki Mousiki zugeordnet werden. Heute zählt er zu den erfolgreichsten griechischen Interpreten dieser Musikrichtung. Sein erstes Solo-Album Unschuldig schuldig mit Musik von Evanthia Reboutsika veröffentlichte er 1996. Darauf folgten zahlreiche andere Alben, von denen das 2002 erschienene Giannis Kotsiras LIVE dreifach mit der Platin-Schallplatte ausgezeichnet wurde. Erstmals veröffentlichte er 2004 auf seinem Album 30 und etwas einen Song, dessen Musik und Text von ihm selbst geschrieben wurde.
Giannis Kotsiras trat in zahlreichen großen griechischen Konzertbühnen auf und arbeitete mit vielen anderen Vertretern seiner Musikrichtung zusammen, unter anderem mit Haris Alexiou, Giorgos Dalaras, Vasilis Papakonstantinou, Eleni Tsaligopoulou, Lavrentis Machairitsas, Mimis Plessas, Manolis Lidakis, Eleftheria Arvanitaki, Dimitris Basis und Thanos Mikroutsikos. Er schrieb Musik für die griechischen Sänger Dimitris Mitropanos, Dimitris Basis und Giannis Koutras. Seine Tourneen führten ihn auch ins Ausland, nach Zypern, Deutschland, Australien, Russland und Israel, wo er zusammen mit Yasmin Levy auftrat. Zu einem seiner musikalischen Höhepunkte zählte, als er 2001 im Athener Herodes-Atticus-Theater und im alten Theater von Epidauros das Oratorium Axion Esti mit Texten von Odysseas Elytis und Musik von Mikis Theodorakis sang und damit der fünfte und jüngste Interpret wurde, der dieses Musikstück aufführte.
2003 wurde Giannis Kotsiras der Preis „Best Selling Greek Artist“ innerhalb der „2003 World Music Awards“ in Monaco verliehen, nachdem seine Alben zwei Jahre lang (2002 und 2003) in Griechenland am besten verkauft worden waren. Er kam mit dem Verkauf seiner Alben auf über 1,5 Millionen Exemplare.
2004 gab er dem von Trevor Horn geschriebenen Song der Olympischen Sommerspiele von Athen Pass the Flame die Stimme, sowohl in der englischsprachigen als auch in der griechischsprachigen Version.
Andreas Petropoulos schrieb in der Offline Post über Giannis Kotsiras: „Er ist ein bodenständiger Künstler mit einer einzigartigen Ästhetik in seinen Liedern, er wählt gut aus, was er singt und gibt jedem Lied einen einzigartigen Charakter.“ Neben seiner Karriere als Sänger schrieb er auch Soundtracks und Songs für griechische Filme, wie beispielsweise für die Spielfilme Efapax (Bonus, 2001) und Enas Iroas stin Romi (Ein Held in Rom, 2006) oder die griechische Fernsehserien Peninta Peninta (Fünfzig-Fünzig, 2005–2011) und Sasmos (2021). 2015 schrieb er erstmals Musik für ein Theaterstück, nämlich für „Pinelopi Delta“, das das Leben der gleichnamigen griechischen Schriftstellerin skizziert.
Er ist verheiratet mit Katerina Perrou. Das Paar hat zwei Söhne.

## Diskografie

### Alben
- 1996: Αθώος Ένοχος (Athoos Enochos, „Unschuldig schuldig“)
- 1997: Προδοσία (Prodosia, „Verrat“)
- 1998: Τα Πρώτα Μου Τραγούδια (Ta Prota Mou Tragoudia, „Meine ersten Lieder“)
- 1999: Φύλακας Άγγελος (Fylakas Angelos, „Schutzengel“)
- 2000: Οργανικά και ανοργάνωτα (Organika ke anorganota, „Organisch und Unorganisiert“)
- 2000: Είναι δική μας η ζωή μας (Eni diki mas i zoi mas, „Unser Leben gehört uns“)
- 2002: Άξιον Εστί & Πνευματικό Εμβατήριο (Axion Esti & Pnevmatiko Emvatirio, „Axion Esti & Spiritueller Marsch“)
- 2003: Ξύλινο αλογάκι (Xylino alogaki, „Hölzernes Pferd“)
- 2004: 30 και κάτι (30 ke kati, „30 und etwas“)
- 2004: Pass the flame („Gib die Flamme weiter“)
- 2006: Ο δρόμος (O dromos, „Die Straße“)
- 2006: Ταξίδια φιλιά (Taxidia filia, „Reiseküsse“)
- 2007: Περισσότερα ταξίδια φιλιά (Perissotera taxidia filia, „Noch mehr Reiseküsse“)
- 2008: Και πάλι παιδί (Ke pali pedi, „Und wieder ein Kind“)
- 2012: Η Σμύρνη του έρωτα (I Smirni tou erota, „Smirni der Liebe“)
- 2013: Μουσικό Κουτί (Mousiko Kouti, „Musikkiste“)
- 2014: Ότι θυμάσαι δεν πεθαίνει (Oti thymase den petheni, „Woran du dich erinnerst, das stirbt nicht“)
- 2015: Μουσική της Παράστασης «Πηνελόπη Δέλτα» (Mousiki tis Parastasis «Pinelopi Delta», „Musik aus ‚Pinelopi Delta‘“)
- 2016: Ψεύτης καιρός (Pseftis keros, „Lügnerisches Wetter“)
- 2020: Κοίτα Γύρω (Kita Gyro, „Schau dich um“)
- 2021: Σασμός („Sasmos“)

### Live-Alben
- 2002: Γιάννης Κότσιρας LIVE („Giannis Kotsiras LIVE“)
- 2010: Γιάννης Κότσιρας LIVE 2010 („Giannis Kotsiras LIVE 2010“)

### Kompilationen
- 2016: Παραγγελιά – Best Of (Parangellia – Best Of, „Bestellung – Best of“)

### Singles (Auswahl)
- 1997: To Tsigaro
- 1997: Efta Potiria
- 1997: Hantra Thalassia
- 1999: Pos Boro
- 1999: Filakas Aggelos
- 1999: I Proti Mas Fora
- 2002: Etsi Ki Allios
- 2002: Anathema Se
- 2002: Tifles Elpides
- 2002: Ta Mavra Matia Sou
- 2004: To Sedoni
- 2006: Ela Ke Kopse Me Sta Dio
- 2006: S'Agapo
- 2008: Kane To Himona Kalokeri
- 2008: Ke Pali Pedi
- 2016: Kathe Fora
- 2022: Sasmos (mit Nikos Terzis)
- 2022: Fos (mit Nikos Terzis)